# Molho béarnaise

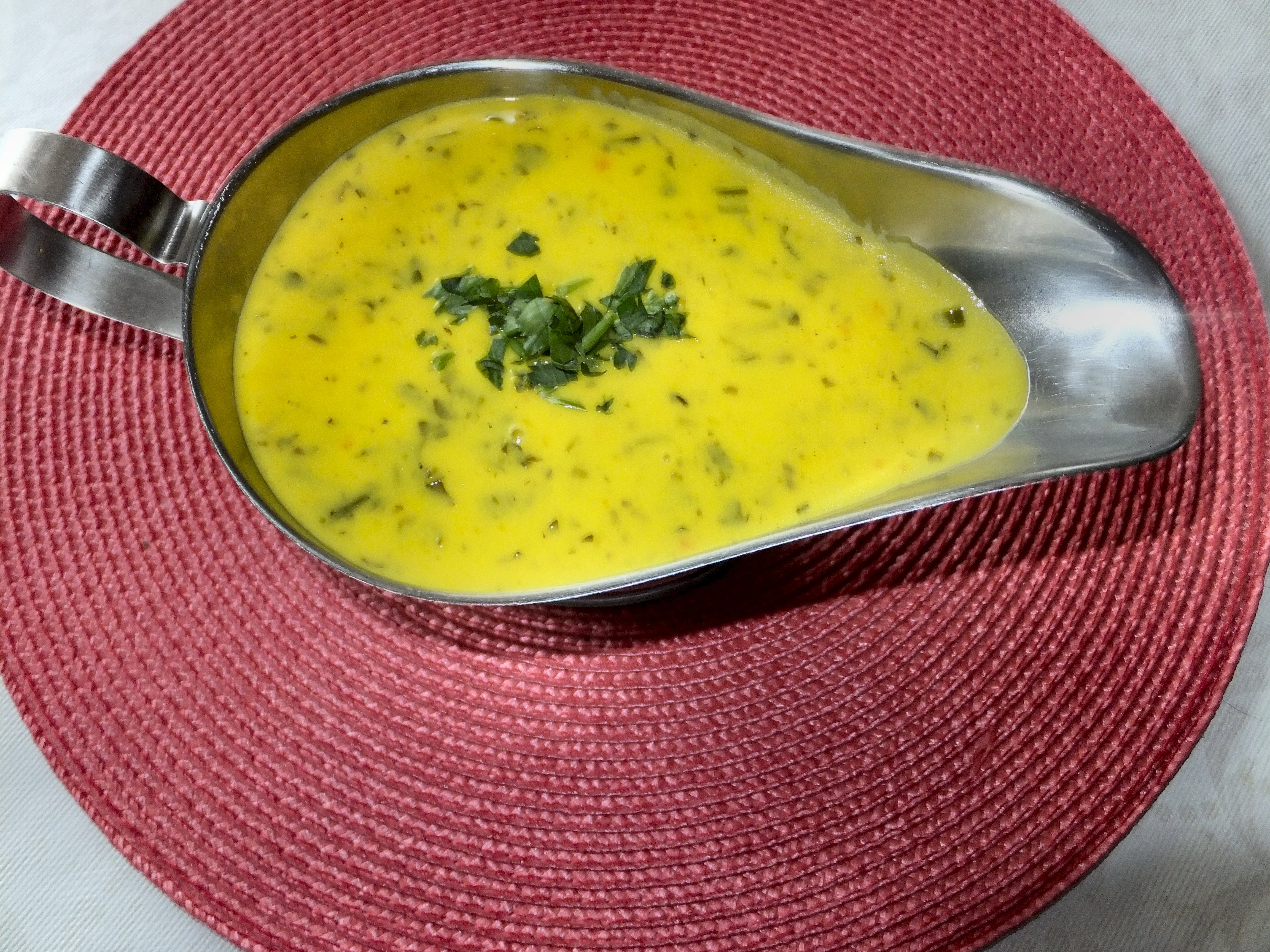
Molho Béarnaise típico

Molho béarnaise (/bərˈneɪz/ ; francês: [be.aʁ.nɛz] ) é um molho feito de manteiga clarificada emulsionada em gema de ovo e vinagre de vinho branco e aromatizado com ervas. É amplamente considerado como o "filho" do molho holandês.  A diferença está apenas no sabor: Béarnaise usa chalota, cerefólio, pimenta e estragão em uma redução de vinagre e vinho, enquanto o holandês é feito de uma redução de suco de limão ou vinagre de vinho branco, com pimenta branca e uma pitada de pimenta caiena. 
O nome do molho está relacionado à província de Béarn, na França. O molho é amarelo claro e opaco, macio e cremoso, sendo um molho tradicional para bifes.  

## História
O molho foi acidentalmente inventado pelo chef Jean-Louis Françoise-Collinet, o inventor acidental de batatas tufadas (pommes de terre soufflées),  e servido na abertura de 1836 do Le Pavillon Henri IV, um restaurante em Saint-Germain-en-Laye. Esta suposição é apoiada pelo fato de que o restaurante ficava na antiga residência de Henrique IV da França, ele próprio um gourmet, que era de Béarn,   uma antiga província agora no departamento de Pyrénées-Atlantiques.

## Preparação
Tal como acontece com o molho holandês, existem vários métodos de preparação do molho Béarnaise. O mais comum usa banho-maria (batendo a uma temperatura de 150F (65,6 C)),  onde uma redução de vinagre é usada para acidificar as gemas. Escoffier  pede uma redução de vinho, vinagre, chalotas, cerefólio fresco, estragão fresco e pimenta esmagada (depois coada), com estragão fresco e cerefólio para finalizar em vez de suco de limão. Outros são semelhantes. 